# Eurylaimus javanicus
Bocarra-javanesa ou bocarra-de-java (Eurylaimus javanicus) é uma espécie de ave da família Eurylaimidae.
Pode ser encontrada nos seguintes países: Brunei, Camboja, Indonésia, Laos, Malásia, Myanmar, Singapura, Tailândia e Vietname.
Os seus habitats naturais são: florestas subtropicais ou tropicais húmidas de baixa altitude.